# Huntemanniidae
Huntemanniidae é uma família de crustáceos da ordem Harpacticoida.